# 결혼 못하는 남자 (2006년 드라마)
《결혼 못하는 남자》(結婚できない男)는 일본 후지TV에서 2006년 7월 4일부터 9월 19일까지 매주 화요일 10시부터 10시 55분까지 (일본 표준시 기준) 방영된 텔레비전 드라마이다. 후지 TV를 비롯한, 도카이 TV(이하 THK - 주쿄 광역권), TV 니시닛폰(이하 TNC) 등 26개 FNN 지역 민방 네트워크를 통해서 전국적으로 일제히 송출되었다.
본 작품이 KBS 드라마본부에서 동명의 리메이크 드라마로 기획한 월화미니시리즈로 편성이 확정되어, 2009년 6월 15일에 방영을 개시하였다.

## 줄거리
건축가 쿠와노 신스케는 독신주의자이면서 괴팍한 성격을 가진 인물이며, 일은 잘하는 편이나 결혼에 대해서 부정적인 선입견을 가지고 있다. 고급 아파트에서 혼자 살면서 식사도, 쇼핑도 혼자서 하지만, 어딘가 허전한 듯한 일면을 보인다. 

그러던 어느 날 40세의 생일을 맞이한 쿠와노 신스케가 복통을 일으켜 병원으로 후송되면서 이야기는 시작된다.

## 등장인물
- 아베 히로시 - 쿠와노 신스케
- 나츠카와 유이 - 하야사카 나츠미
- 쿠니나카 료코 - 타무라 미치루
- 타카시마 레이코 - 사와자키 마야
- 츠카모토 타카시 - 무라카미 에이지
- 오미 토시노리 - 나카가와 요시오
- 미우라 리에코 - 나카가와 케이코
- 사쿠라 - 요시카와 사오리
- 타카치 노보루 - 카네다 히로유키
- 쿠사부에 미츠코 - 쿠와노 이쿠요

## 제작진
- 각본 - 오자키 마사야
- 음악 - 나카니시 쿄
- 연출 - 미야케 요시시게(간사이 TV), 코마츠 타카시, 우에다 히사시(MMJ)
- 제작 - 간사이 TV, MMJ

## 음악

### 주제가
- Every Little Thing - 스이미(スイミー)

### 삽입곡
쿠와노가 극중에서 듣는 음악이다.
- 제1화

말러 교향곡 5번 5악장
쇼스타코비치 교향곡 5번 4악장
- 제2화

쇼스타코비치 교향곡 5번 4악장
- 제3화

바그너 가극 《뉘른베르크의 명가수》 제1막 전주곡
- 제4화

슈베르트 《마왕》
- 제5화

말러 교향곡 5번
슈베르트 《아베마리아》
- 제6화

엘가 《위풍당당 행진곡》
- 제7화

스메타나 《나의 조국》 블타바 (몰다우)
- 제8화

셀린 디온 《My Heart will go on》 ※ 이 곡은 듣고 있던 것이 아니고, 배경 음악으로 삽입되었다.
말러 교향곡 5번 3악장
모차르트 교향곡 41번 〈주피터〉 1악장
- 제9화

무소륵스키 《전람회의 그림》
- 제10화

로시니 《세비야의 이발사》
- 제11화

드보르자크 교향곡 9번 신세계에서
- 제12화

푸치니 오페라 《잔니 스키키》
요한 슈트라우스 2세 《황제 왈츠》
베토벤 교향곡 7번 1악장

## 부제·시청률
| 각화              | 방송일          | 부제 (서브 타이틀)                   | 시청률 |
| ----------------- | --------------- | ------------------------------------ | ------ |
| 제1화             | 2006년 7월 4일  | 혼자가 좋은 게 나쁜가?               | 20.2%  |
| 제2화             | 2006년 7월 11일 | 좋아하는 것을 먹는 게 나쁜가?        | 14.4%  |
| 제3화             | 2006년 7월 18일 | 좋아하는 것에 돈을 쓰는 게 나쁜가?   | 15.9%  |
| 제4화             | 2006년 7월 25일 | 휴일을 혼자 보내는 게 나쁜가?        | 16.5%  |
| 제5화             | 2006년 8월 1일  | 집에 사람을 들이지 않는 게 나쁜가?   | 15.1%  |
| 제6화             | 2006년 8월 8일  | 융통성이 없는 게 나쁜가?             | 14.4%  |
| 제7화             | 2006년 8월 15일 | 친척 사귀는 것을 싫어하는 게 나쁜가? | 15.3%  |
| 제8화             | 2006년 8월 22일 | 개가 싫은 게 나쁜가?                 | 14.6%  |
| 제9화             | 2006년 8월 29일 | 여자친구가 생긴 게 나쁜가?           | 18.0%  |
| 제10화            | 2006년 9월 5일  | 여자 마음을 모르는 게 나쁜가?        | 17.6%  |
| 제11화            | 2006년 9월 12일 | 꽃무늬를 싫어하는 게 나쁜가?         | 19.2%  |
| 제12화            | 2006년 9월 19일 | 행복해지는 게 나쁜가? (최종회)       | 22.0%  |
| 평균 시청률 16.9% |                 |                                      |        |

## 리메이크
- 결혼 못하는 남자 (KBS) : 각색된 작품.

| 후지TV / KTV 화요일 10시 연속드라마                            | 후지TV / KTV 화요일 10시 연속드라마                   | 후지TV / KTV 화요일 10시 연속드라마                  |
| 이전 작품                                                      | 작품명                                                | 다음 작품                                            |
| -------------------------------------------------------------- | ----------------------------------------------------- | ---------------------------------------------------- |
| 못난이의 눈동자를 사랑해 （2006년 4월 11일 - 2006년 6월 27일） | 결혼 못하는 남자 （2006년 7월 4일 - 2006년 9월 19일） | 내가 걷는 길 （2006년 10월 10일 - 2006년 12월 19일） |